# جينغوية

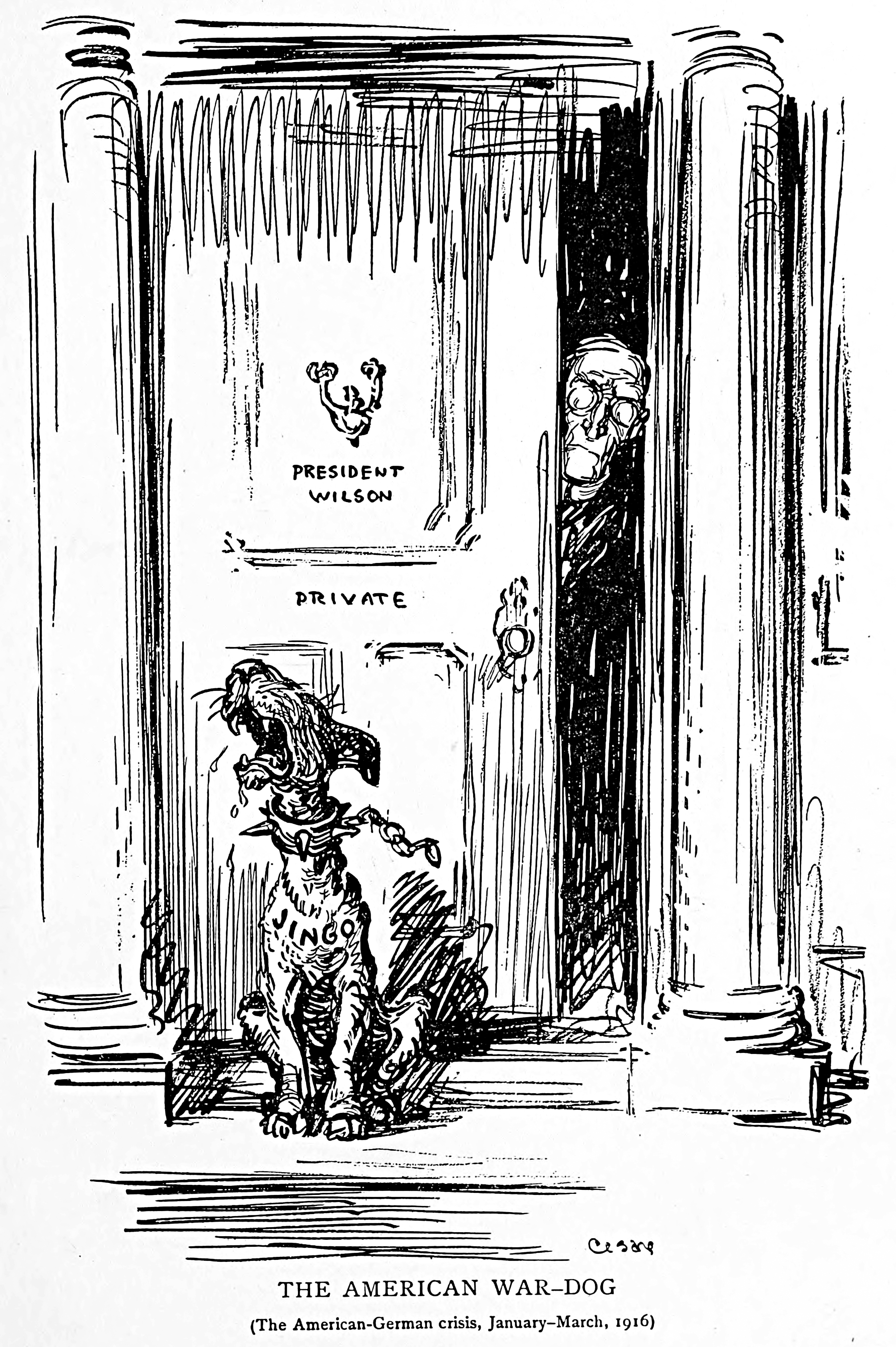

جينغوية (بالإنجليزية: Jingoism)‏ هي وطنية في شكل سياسة خارجية عدوانية. هي كذلك الدعوة إلى اللجوء للتهديد أو القوة الفعلية بدلا من العلاقات السلمية لحماية ما يُفهم أنه مصالح قومية. الجينغوية هي التحيز المفرط للبلد الأم على أساس تفوقها على البلدان الأخرى وهي اعتبارها نوع متطرف من القومية (قارن بين الشوفينية والعصبية القومية).

أصل الكلمة يعود إلى بريطانيا خلال فترة الحرب الروسية العثمانية، إذ ألف غيلبرت ماكديرموت أغنية شهيرة شعبية تغنى في قاعات الموسيقى والحانات الإنجليزية ووردت فيها عبارة:
تُمثل عبارة بـ«حق جينغو» ما يُعرف في الثقافة الإنجليزية بالقسم المفروم وهو نوع من أنواع التسميل، تفادياً لاستخدام عبارة بـ«حق المسيح». كان جورج هوليوك أول من صاغ الكلمة كتصنيف سياسي عام 1878.

## أمثلة
من الأرجح أنّ أولى استخدامات هذا المصطلح في الصحافة الأمريكية حدثت فيما يتعلّق بالضم للمقترح لهاواي إثر انقلاب قاده مقيمون أجانب معظمهم أمريكيون عام 1893، بمساعدة القس الأمريكي المفوّض في الهاواي، فأطاحوا بالملكية الدستورية في هاواي وأعلنوا الجمهورية. اتٌّهم مرارًا الرئيس الجمهوري بنجامين هاريسون والجمهوريون في مجلس الشيوخ الأمريكي بالجينغوية في الصحافة الديمقراطية بسبب دعمهم للضم.
كان الجنرال الأكبر في المدفعية البريطانية توماس بلاند سترانج أحد مؤسسي الجيش الكندي وأحد قادة الفرقة العسكرية خلال تمرّد الشمال والغرب عام 1885، كان جنديًّا غريب الأطوار وعنيفًا لقّب بـ«جينغو سترانج» وعنون سيرته الذاتية الني نشرت عام 1893 «يوبيل المدفعي جينغو»
اتّهم ثيودور روزفلت بشكل متكرّر بالجينغوية، كما أفاد في مقال نشر في 23 تشرين الأول/ أكتوبر عام 1895 في دورية نيو يورك تايم: «هناك الكثير ما يقال في الجينغوية. فإذا كان المعني بها سياسة يتّبها الأمريكيون يصمّمون مع حل ومنطق إصرارهم على حقوقنا بأن نُحترم من قبل القوات الخارجية، فنحن حتمًا جينغويون.»
يصف الروائي جورج أورويل في كتابه «الحنين إلى كاتالونيا» تكتيكات الصحفيين السياسيين والرغبات في إدخال الطائرات إلى الحرب لكي يروا «جينغويًّا مخترقًا بالرصاص» بحسب وصفه.
قادت سياسة التسوية المتّبعة مع هتلر إلى كنايات ساخرة عن فقدان السلوك الجينغوي في بريطانيا. ظهر رسم كاريكاتيري للرسام التوضيحي إرنست هوارد شيبارد بعنوان «الزبون من الطراز القديم» في 28 آذار/ مارس 1938 في إحدى أعداد دورية بانش. يمثّل العمل متجر تسجيلات صوتية، يسأل جون بل بائعَ التسجيلات (رئيس الوزراء نيفيل تشامبرلين): «أتعجّب إن كان لديك أغنية كانت بحسب ما أذكر عن عدم الرغبة بالقتال، لكن في حال رغبتنا...شيء ما، شيء ما، شيء ما... فلدينا المال أيضًا؟». على الحائط نجد صورة لرئيس الوزراء الفيكتوري اللورد ساليسبري.